# Neufchâtel-sur-Aisne
Neufchâtel-sur-Aisne település Franciaországban, Aisne megyében. Lakosainak száma 423 fő (2022. január 1.). Neufchâtel-sur-Aisne Évergnicourt, Pignicourt, Proviseux-et-Plesnoy, Brienne-sur-Aisne és Villeneuve-sur-Aisne községekkel határos.

## Népesség
A település népességének változása:
| Lakosok száma | 455  | 403  | 483  | 452  | 408  | 420  | 423  | 421  | 420  | 423  |
|               | 1968 | 1982 | 1990 | 2006 | 2013 | 2015 | 2017 | 2019 | 2020 | 2022 |